# Pedro de Lemonauria Puch
Pedro de Lemonauria Puch (Deusto, Bilbao, 19 de abril de 1804 – Bilbao, 5 de marzo de 1874) fue una personalidad vizcaína. Abogado, escritor y político que ocupó importantes cargos en la primera mitad del siglo XIX .

## Biografía

### Entorno familiar y estudios
Hijo de Francisco Lemonauria, natural de Bilbao, y de María Antonia Puch, natural de Deusto, ambos vecinos de Deusto. Su padre fue cónsul del Consulado de Bilbao en 1815, 1819 y 1821 y elector de Bilbao en las elecciones a diputado en Cortes de 1820. Se casó con Mª Eusebia de Villabaso y Montiano, natural de Bilbao y a su boda asistió como testigo, entre otros, Francisco Hormaeche. Tuvieron una hija. La familia de Pedro Lemonauria pertenecía a la burguesía comercial bilbaína de un nivel económico medio. Poseía también dos caseríos con dos arrendatarios, en Galdácano. Vivió en la calle Estufa, número tres, en la casa de su padre, un área de Bilbao reservada entonces a las personas de estatus económico muy alto. Su amigo Alonso Colmenares lo caracterizó así: “ha sido un distinguidísimo Magistrado, de un carácter raro, ensimismado y desprendido hasta la exageración”. Fue miembro de una generación de bilbaínos que recibió las enseñanzas del Padre Lista, que ocupaba a la sazón la cátedra de Matemáticas en la escuela de Estudios Comerciales instituida por el Consulado. Entre 1817 y 1819 cursó en la Universidad de Oñate algunas materias relacionadas con el derecho y la práctica jurídica. Continuó estudios en la Universidad de Valladolid. Perteneció al Colegio de Abogados desde su fundación, desempeñando diversos cargos. A partir de 1855, en pleno bienio progresista, se incorporó a la carrera judicial.

### Protagonista en el Trienio Liberal y exiliado luego
Representa uno de los prototipos característicos del liberalismo progresista, defensor a ultranza del constitucionalismo. Miembro activo de la milicia nacional en el Trienio y enfrentado a los invasores franceses en 1823, el 4 de noviembre de este año recibió pasaporte en Santander para dirigirse a Inglaterra por motivos de comercio. De Santander se trasladó a Bayona y por tierra continuó hasta Burdeos, donde estaba el 5 de diciembre de 1823 y llegó a París el 18 del mismo mes. Mantuvo relaciones con el círculo de exiliados en París. El 7 de enero de 1824 solicitaron pasaporte para Nantes, a donde llegaron el 12 de febrero y en octubre pidieron permiso para trasladarse a Rennes. El 7 de febrero de 1825 salieron de Rennes y Pedro Lemonauria regresó a la misma ciudad el 24 de ese mes. El 6 de mayo volvió a Nantes y el 18 del mismo mes pidió pasaporte para regresar a España.

### Primera Guerra Carlista
En las Juntas Generales de 1833 Pedro Lemonauri es suplente del representante titular de Etxano, Gregorio Olaeta, uno de los mayores propietarios de Vizcaya. Tras el levantamiento carlista de Bilbao del 4 de octubre de 1833, y para cuando las tropas de Sarsfield, el 21 de noviembre de 1833, entraron en la villa y la liberaron del control carlista, Lemonauria participó en la organización de la milicia nacional de Bilbao, desde noviembre de 1833 hasta su disolución en octubre de 1841. Fue nombrado por el corregidor, el 28 de diciembre de 1833, asesor de la Marina de la “provincia de Bilbao”, cargo que ocupó hasta su renuncia el 25 de agosto de 1842. Cabe destacar que perteneció al Ayuntamiento de Bilbao desde noviembre de 1833 hasta noviembre de 1836 y como tal regidor, también formó parte de la Junta de Armamento. Luchó contra los carlistas durante el sitio de Bilbao de 1835. Fue voluntario de milicias nacionales en el sitio de 1836, distinguiéndose notablemente en la defensa de San Agustín. Durante la guerra civil carlista acentuó sus convicciones liberales en un sentido progresista, al tiempo que se manifestaba totalmente opuesto al régimen foral tradicional que regía en Vizcaya. Fue socio fundador de la Sociedad Bilbaína y participaba también en la Sociedad Constitucional de la calle Bidebarrieta, lugar de reunión de los progresistas. En plena guerra carlista fue elegido diputado suplente a Cortes para la legislatura de 1836-1837, en unas elecciones que estuvieron circunscritas al limitado marco de Bilbao y pueblos limítrofes, pero no llegó a sustituir a los electos. Pese a su empeño, jamás logró un escaño en las Cortes. En 1839 Pedro Lemonauria y otros electores de Vizcaya elevaron a la comisión de actas del Congreso una reclamación, sin embargo la comisión de actas desestimó sus impugnaciones y proclamó diputados a Murga y Uhagón.

### Auge político tras el fracaso de la Octubrada de 1841 y evolución foralista
A raíz del fracaso del levantamiento de 1841, su protagonismo político llegó a la cumbre, ya que dirigió la administración de Vizcaya durante año y medio. Fue nombrado por el corregidor de Vizcaya miembro de la comisión económica, junto a otros liberales progresistas, para organizar la administración provincial. Estos personajes, colaboradores del periódico El Vizcaíno Originario, trataron de aprovechar la oportunidad que les brindaban para realizar sus propuestas reformadoras en orden a economizar la administración provincial y reformarla. Sus escritos económicos reflejan una honda preocupación por la decadencia industrial de Vizcaya y escribió una colección de artículos destinados a difundir las nuevas tecnologías de la industria del hierro. Elaboraron también un proyecto para la modificación de los fueros, redactado por Lemonauria y Gaminde. El texto propone la adopción del sistema electoral ordinario para elegir la Diputación. Acepta la creación de un cupo contributivo fijo y un sistema sustitutorio para cubrir la contribución del servicio militar, pero, por otro lado reclama para la nueva Diputación todas las competencias ejercidas tradicionalmente por las Juntas Generales y la Diputación General. Sin embargo, el gobierno del Estado no aceptó los términos del mismo. El peso de la negociación lo llevó Lemonauria, que finalmente acusó al gobierno liberal progresista de incomprensión hacia sus propuestas reformistas. En años venideros, su visión del problema fue identificándose con los postulados netamente fueristas, un fuerismo que ya estaba siendo adaptado a la Constitución. En 1848 fue representante de Lanestosa en las Juntas Generales que se celebraron el 11 de julio en Gernika.

### Carrera judicial en Cuba y pleno foralismo
El 5 de agosto de 1855, cuando los liberales progresistas accedieron de nuevo al poder, fue nombrado teniente fiscal de la Audiencia pretorial de La Habana. El 28 de enero de 1861 tomó posesión de una plaza de magistrado en la sala 2 de la misma Audiencia y el 9 de octubre de 1863 fue nombrado presidente de la sala 1 de la Audiencia. Finalmente se jubiló en diciembre de 1864. El deslizamiento hacia un fuerismo con una profunda carga romántica-idealista, justificado a través del discurso historicista, se hará más evidente en su obra titulada "Bosquejo sobre el origen y naturaleza de los usos, costumbres y fueros de las Provincias Vascongadas y rápido examen de la Constitución del Señorío de Vizcaya" (La Habana, Imp. J. M. de Eleizegui, 1869), en el que se hacía un alegato histórico-jurídico en favor de los fueros de Vizcaya.

### Vuelta a Bilbao
Al término de su vida, cuando volvió de nuevo a Bilbao, escapaba de una guerra en Cuba para morir en otra. Fue designado regidor del Ayuntamiento bilbaíno por el gobernador durante la República federal. El cambio de ayuntamiento se celebró el 15 de marzo de 1873. Colaboró habitualmente en la Revista Pintoresca de las Provincias Vascongadas aparecida en Bilbao en 1842. Falleció el 4 de marzo de 1874 durante el sitio de Bilbao. Estaba alistado en la compañía de milicianos veteranos de la cual era jefe honorario. Según la necrológica del periódico Irurac bat, del 6 de marzo de 1874, una violenta caída que sufrió en su casa, le produjo una lesión en la cabeza y, a causa del golpe, falleció.

## Obras y escritos
- Bosquejo sobre el origen y naturaleza de los usos, costumbres y fueros de las Provincias Vascongadas y rápido examen de la Constitución del Señorío de Vizcaya" (La Habana, Imp. J. M. de Eleizegui, 1869).
- Costumbre democrática. Debates liberales sobre fueros vascos, 1837-1868. Textos Clásicos del Pensamiento Político y Social en el País Vasco (2014) ISBN/ISSN: 978-84-9082-299-9.
- Reseña histórica del memorable sitio de Bilbao (1835).
- Ensayo crítico sobre las leyes constitucionales de Vizcaya impreso por Delmas, en Bilbao, en 1837.

- Datos: Q29346005